# Mühl Henrik
Mühl Henrik (Bonyhád, 1901. április 22. – NSZK, 1965 körül) magyarországi német orvos, nemzetiségi politikus és szakíró, országgyűlési képviselő.

## Élete
Mühl János napszámos és Kramer Mária Magdolna evangélikus szülők gyermekeként született. Középiskolai tanulmányait szülővárosa evangélikus főgimnáziumában végezte, majd a pécsi Erzsébet tudományegyetemen folytatott orvosi tanulmányokat, ott is avatták az orvostudományok doktorává. 1927 májusától 1929 októberéig a hamburgi és az altonai kórházakban készült az orvosi pályára. Pályájának kritikusabb krónikásai szerint ebben az időszakban valójában inkább átnevelték, az akkor már bontakozó nemzetiszocialista, nagynémet eszmék hívévé, leendő magyarországi terjesztőjévé.
Hazatérve Bonyhádon alapított saját orvosi praxist, ami mellett gazdálkodást is folytatott, tehenészetet tartott fenn. Körülbelül ugyanabban az időszakban, az 1930-as évek legelején kapcsolódott be a magyarországi németség mozgalmaiba; ilyetén szervező munkáját még Bleyer Jakab mellett kezdte meg. 1938-ban élére állt a német nemzetiség akkor alakult, Volksbund der Deutschen in Ungarn (magyarul Magyarországi Németek Népi Szövetsége) nevű új szervezetének, amelyben tiszteletbeli elnökké választották. Nemzetiségi kérdésekkel kapcsolatban közírói, irodalmi munkásságot is kifejtett. 
Országgyűlési képviselőjelöltként is fellépett: az 1935–1939 közti ciklusban, különböző okokból szükségessé vált két bonyhádi időközi választáson ugyan – bár mindkettőn számoltak a részvételével – még nem jelöltette magát, ellenben az 1939. évi általános választáson elindult a Magyar Élet Pártja színeiben, szülővárosa választókerületében, ahol ezáltal e választásnak érdekes párharca alakult ki. A Független Kisgazdapárt ugyanis egy másik, nagyobb múltú országos német nemzetiségi szervezet egyik irányítóját, a Deutscher Volksbildungsverein vezetésében közismertté vált – ráadásul a legutóbbi (időközi) választás óta a kerület mandátumát is bíró – Klein Antalt indította el vele szemben. A választás Mühl nagy arányú győzelmével zárult – 9821 szavazatot szerzett Klein 4258 szavazata ellenében –, de megtarthatta mandátumát, a kisgazdapárt Tolna vármegyei lajstromán elnyert első helye révén ellenfele is. Kettejük közt ennélfogva később, a képviselőházban is kialakultak élénk szópárbajok.
Említést érdemel, hogy Bonyhádon és a környező községek egy részében már korán jelentős támogatást szerzett az épp e vidékről elindult, Hűséggel a Hazáért mozgalom, mely a magyarországi németség azon, politikailag aktív tagjait tömörítette, akik nem értettek egyet a nemzetiszocializmus, a „nagynémet” eszmék erőszakos térnyerésével és akár tettleg is hajlandóak voltak szembeszállni azzal. Mühl személye egyik fő célpontja volt a mozgalom aktivistáinak és szimpatizánsainak, akik között számosan voltak a hajdani középiskolájának akkori diákjai, tanárai.